# Tabanus rubriventris
Tabanus rubriventris är en tvåvingeart som beskrevs av Macquart 1838. Tabanus rubriventris ingår i släktet Tabanus och familjen bromsar. Inga underarter finns listade i Catalogue of Life.